# فودي بالو توريه
فودي بالو توريه (مواليد 3 يناير 1997) هو لاعب كرة قدم سينغالي يلعب في مركز الظهير الأيسر في نادي إيه سي ميلان.